# نيك بست
نيك بست (بالإنجليزية: Nick Best)‏ هو رافع أثقال ‏ أمريكي، ولد في 3 نوفمبر 1968 في وادي لاس فيغاس في الولايات المتحدة.